# Polyacanthorhynchus rhopalorhynchus
Polyacanthorhynchus rhopalorhynchus är en hakmaskart som först beskrevs av Diesing 1851.  Polyacanthorhynchus rhopalorhynchus ingår i släktet Polyacanthorhynchus och familjen Polyacanthorhynchidae. Inga underarter finns listade i Catalogue of Life.